# ギ酸ベンジル
ギ酸ベンジル（ギさんベンジル、英: Benzyl formate）はベンジルアルコールとギ酸が縮合したエステルである。

## 性質
常温ではジャスミン様のフルーティ・フローラル・グリーン・ハーバル香を持つ無色の液体である。天然にはクランベリーなどに含有する。ジャスミンなどの調合香料に使われるほか、チェリー、アップル、ナッツ、アーモンド、ラズベリー、ストロベリーなどの食品用フレーバーとして2.4～12ppmほど使用される。日本の消防法では危険物第4類第三石油類に該当する。